# Walmer Martínez
Walmer Osmar Gómez Martínez (ur. 17 sierpnia 1998 w Santa Cruz) – salwadorski piłkarz pochodzenia honduraskiego z obywatelstwem amerykańskim występujący na pozycji lewego skrzydłowego, reprezentant Salwadoru, od 2022 roku zawodnik amerykańskiego Monterey Bay.
Jego ojciec pochodzi z Hondurasu, a matka z Salwadoru.